# Leland Clark
Leland C. Clark Jr. (4 de diciembre de 1918 - 25 de septiembre de 2005) fue un bioquímico estadounidense nacido en Rochester, Nueva York.  Conocido por ser inventor del electrodo de Clark, un dispositivo utilizado para medir oxígeno disuelto en sangre, agua y otros líquidos.  Clark es considerado el "padre de los biosensores ". El sensor de glucosa moderno, utilizado diariamente por millones de diabéticos, está basado en su investigación. También realizó investigaciones pioneras sobre máquinas de circulación extracorpórea en las décadas de 1940 y 1950 siendo titular de más de 25 patentes. Aunque desarrolló un líquido a base de fluorocarbono, que los ratones podían respirar con éxito en lugar de aire, el objetivo de su vida de desarrollar sangre artificial seguía sin cumplirse en el momento de su muerte. También es el inventor de Oxycyte, un portador de oxígeno terapéutico con perfluorocarbono (PFC) de tercera generación diseñado para mejorar el suministro de oxígeno a los tejidos dañados. 

## Vida profesional
Clark se licenció en química en el Antioch College en 1941 y obtuvo el doctorado en bioquímica y fisiología de la Universidad de Rochester en 1944. Su carrera profesional comenzó como profesor asistente de bioquímica en el, Antioch College, en Yellow Springs, Ohio donde llegó a ser jefe del departamento de bioquímica. Desde 1955 a 1958, ocupó un cargo simultáneo en la Facultad de Medicina de la Universidad de Cincinnati como investigador asociado senior en pediatría y cirugía. En 1958, Clark se trasladó a Alabama para unirse al Departamento de Cirugía de la Facultad de Medicina de la Universidad de Alabama como profesor asociado de bioquímica. Posteriormente se convirtió en profesor de bioquímica en el mismo departamento.
En 1962 inventó el primer biosensor en colaboración con Champ Lyons.   Más tarde, Clark se convirtió en profesor de investigación pediátrica en la Fundación de Investigación del Hospital Infantil de Cincinnati en 1968 donde permaneció hasta su jubilación en 1991. Posteriormente, ayudó a fundar la empresa Synthetic Blood International, ahora conocida como Oxygen Biotherapeutics, Inc., que comercializa su invento Oxycyte .
Fue fundador y miembro del consejo editorial de la revista científica Biosensors & Bioelectronics en 1985.